# Їжа янголів
«Їжа янголів» або янгольський бісквіт (англ. angel food cake, англ. angel cake) — різновид бісквіту з яєчних білків, борошна та цукру, на відміну від інших видів бісквіта не містить жирів та яєчних жовтків .
Торт «Їжа янголів» з'явився в США і став популярним у кінці XIX століття. Бісквіт славиться легкою і пухкою текстурою і відомий у всьому світі.

## Опис
«Їжа янголів» — білий бісквіт, що містить тільки міцно збиті яєчні білки. Щоб тісто добре наповнилося бульбашками повітря й бісквіт став повітряним, яєчні білки повинні бути збиті в міцну піну. Жовтки надавали б бісквіту жовтий колір та перешкоджали збиванню білків. Ключем до успіху при виготовленні «їжі янголів» є винний камінь, який додають до білків для стабілізації. Класичний рецепт не передбачає додавання в тісто розпушувача, повітряну структуру в основному забезпечує повітря, що містяться у збитих білках.
Щоб бісквіт добре піднімався, тісто замішують на легкому борошні з м'якої пшениці, що містить не більше 4 % білка, оскільки при приготуванні янгольського бісквіту найбільше важить крохмаль, який присутній в борошні. Цукор, що входить в рецептуру, взаємодіє з глютеном пшеничного борошна, роблячи продукт дуже ніжним, а також піднімає температуру коагуляції білків і желатинізації крохмалю, в результаті структура випічки стає однорідної й щільною. Однак надлишок цукру може призвести до обпадання бісквіту. У тісто можна додати сіль і ароматизатори, сучасні кондитери іноді додають у тісто спеції, такі як мускатний горіх або гвоздику.
«Їжа янголів» не містить масла або інших жирів і, таким чином, не є здобною випічкою, що відрізняє його від усіх інших видів бісквіту . Завдяки м'якій пшениці й повній відсутності жирів янгольський бісквіт має дуже легку текстуру й ніжний смак. За вмістом яєць і цукру «Їжа янголів» перевершує інші бісквіти, це дуже солодкий десерт. Проте, страву відносять до низькокалорійних через відсутність жирів, а також через легку об'ємну текстуру і, відповідно, меншу вагу порції.
Іноді «Їжу янголів» глазурують, але частіше поливають солодким соусом. Деякі книги рекомендують заповнювати отвір у середині торта збитими вершками і прикрашати його фруктами. Янгольський бісквіт слід розрізати зубчастим хлібним ножем, оскільки пряме лезо мне бісквіт, а не ріже його. Для розрізання бісквіту використовують електричні зубчасті ножі, фрези або міцну нитку.

## Історія
Перший рецепт білого бісквіта, що не містить жовтків і жирів, опублікований у кулінарній книзі Летиції Брайан The Kentucky Housewife в 1839 році. Цей рецепт неодноразово передруковували в кулінарних книгах у 1860-1870-х роках. Рецепт торта під назвою «Їжа янголів» вперше опубліковано у другому виданні книги Ізабелли Стюарт The Home Messenger Book of Tested Recipes у 1878 році. Після публікації рецепту в 1884 році в кулінарній книзі Бостонської кулінарної школи (Mrs. Lincoln's Boston Cook Book: What to Do and What Not to Do in Cooking) рецепт став дійсно популярним, зокрема завдяки винаходу ручної машинки для збивання.

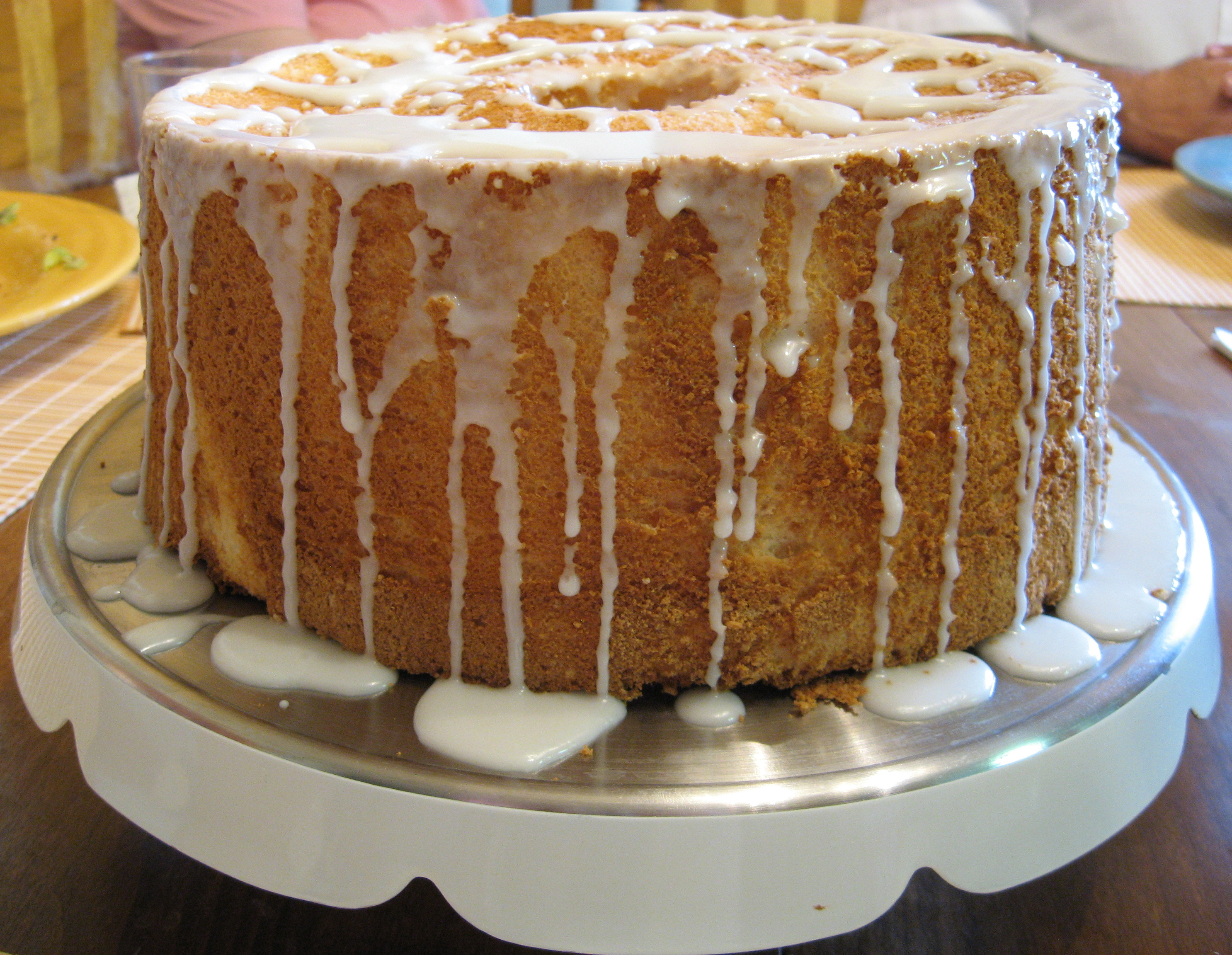

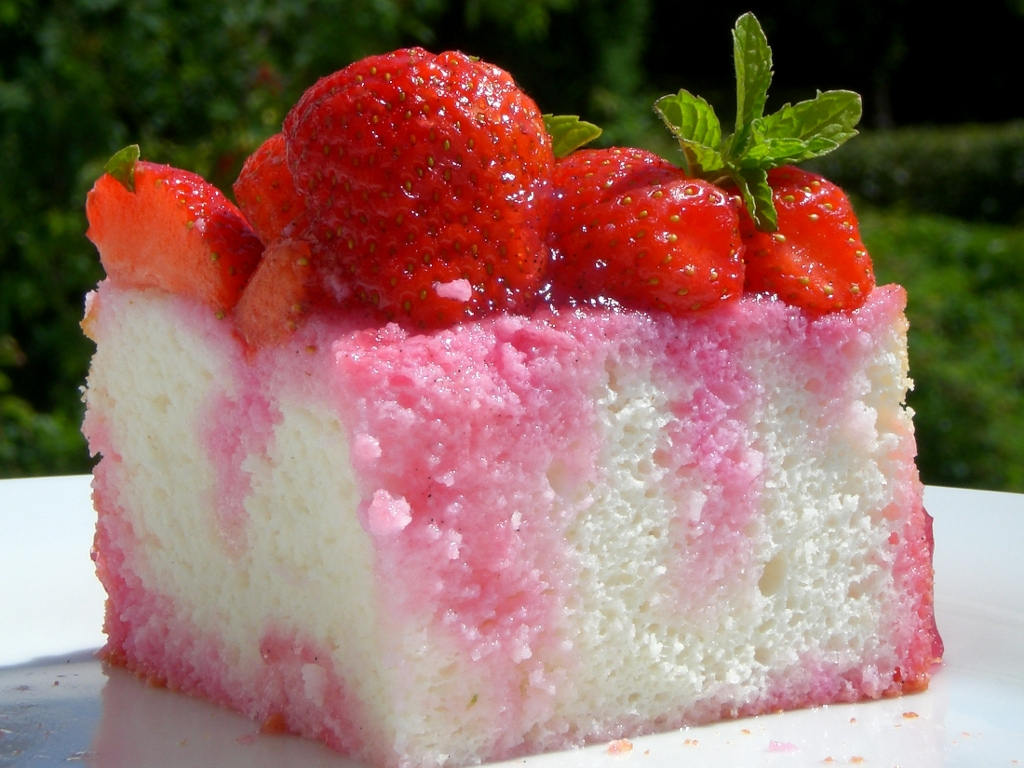

Рецептура і технологія приготування «Їжі янголів» остаточно утвердилася в 1930-ті роки. У 1936 році Бармор (M. A. Barmore) провів серію експериментів, з'ясовуючи оптимальні співвідношення інгредієнтів, способи змішування й температуру випічки. Він довів і перевагу винного каменю перед лимонною і оцтовою кислотами як стабілізатора піни. Пайлер (EJ Pyler) довів, що швидка випічка при високій температурі дає максимальний обсяг бісквіту. Водночас, за результатами інших дослідників, при повільної випічці бісквіт виходить більш міцним і не опадає. Дослідження оптимального способу приготування «їжі янголів» у середині XX століття стосувалися також технології і ступеня збивання білків і черговості додавання в збиту піну цукру і борошна. У 1930-ті роки почалися і досліди з надання «їжі янголів» різних смаків і ароматів — шоколаду, мараскіну, чорносливу, спецій, ірису (за допомогою додавання коричневого цукру), м'яти. У 1960-ті з янгольського бісквіта стали робити багатошарові торти, використовуючи глазур, збиті вершки і фруктові прошарки.
«Їжа янголів» — один із найпопулярніших бісквітів, його випікають вдома, виготовляють і продають у багатьох кондитерських..
Наприкінці 1940-х років була розроблена суха суміш для приготування «Їжі янголів» (Angel Food Cake Mix), яка і в наші дні є основою багатьох рецептів домашньої випічки.

## Приготування
У порівнянні зі своїм попередником — білим або «срібним» бісквітом — «їжа янголів» має більш легку і ніжну текстуру за рахунок іншого співвідношення інгредієнтів, але вимагає набагато більшої ретельності при приготуванні. Для отримання якісного бісквіту дуже важлива правильна технологія змішування. Як інструмент при домашній випічці підходить ручний або настільний планетарний міксер. Багато рецептів у кулінарних книгах радять збивати яєчні білки в мідному посуді. При збиванні віночком іони міді прикріплюються до молекул овотрансферріну, покращуючи пластичність і стійкість піни. Дослідження довели вплив міді на еластичність і здатність білка до розширення.
Спочатку яєчні білки, і, на бажання, сіль і винний камінь, збивають до стану м'яких піків. При подальшому збиванні поступово додають цукор, доводять суміш до фази твердих піків. Просіяне борошно акуратно додають у збитий білок, намагаючись якомога менше турбувати збиту піну, щоб не зруйнувати бульбашки повітря.

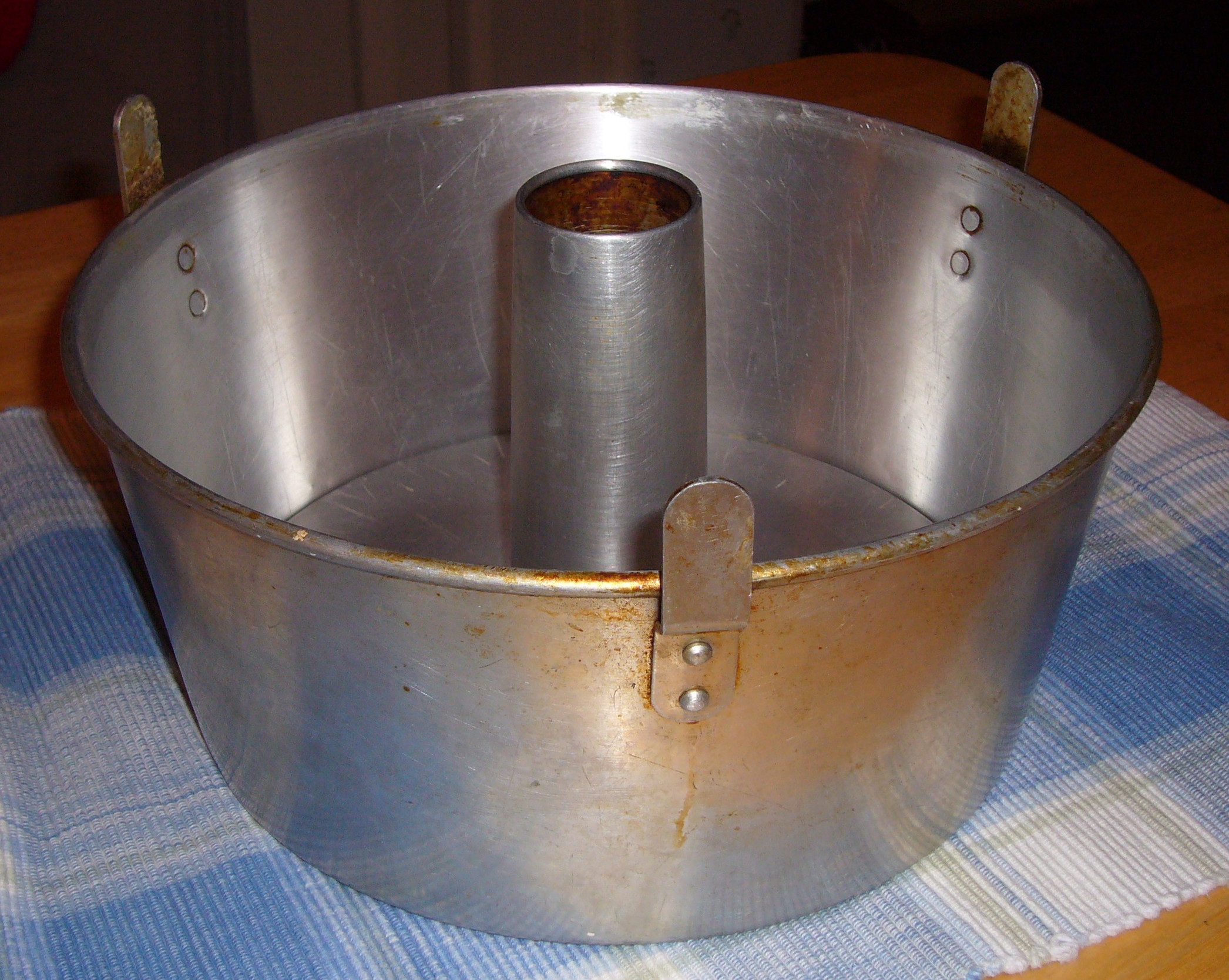
Форма для янгольського бісквіту з центральною трубкою і ніжками для встановлення в перевернутому вигляді

Готове тісто негайно викладають у форму. Бісквіт зазвичай випікають у високій круглій формі з гладкими вертикальними або похилими стінками і з трубкою в центрі, яка залишає отвір в середині пирога. Отвір в середині форми необхідний, щоб бісквіт піднімався рівніше і мав однорідну структуру. При відсутності отвору в середині форми бісквіт вийде більш високим з країв, а середина буде низькою і більш щільною. Спеціальні форми для легких бісквітів, таких як «їжа янголів» і шифоновий, забезпечені ніжками біля верхнього бортика: на них зручно поставити перевернуту форму, поки бісквіт охолоджується. Зручно використовувати форми зі знімним дном. Можна використовувати і форму для кексу у вигляді кільця, але її рифлені стінки ускладнять витяг готового бісквіту. Форма для випічки бісквіту повинна бути знежирена, краще, якщо вона не буде використовуватися для приготування інших видів їжі: у змащеній формі тісто гірше піднімається. Для виготовлення бісквіту не підходить форма з антипригарним покриттям.
Бісквіт випікають у заздалегідь нагрітій духовці, відразу після викладання тіста у форму, щоб воно не встигло осісти. У процесі випічки яєчний білок коагулює, закріплюючи бульбашки повітря, зайва волога випаровується, желатинізація крохмалю надає випічці міцність; у результаті реакції Майяра зверху утворюється золотисто-коричнева скоринка. Найкращого результату можна досягти при випіканні бісквіту в короткий термін при високій температурі. Температура і тривалість запікання залежать від розміру виробу; температура може коливатися від 160 до 190 °C, час випічки становить від 30 хвилин до однієї години. Час випікання має бути достатнім, щоб потенціал збитого тіста до розширення був реалізований повною мірою. Обсяг готового бісквіту перевищує обсяг тіста у два-три рази.
Випечений бісквіт слід остуджувати у формі в перевернутому стані, щоб бісквіт не осів під власною вагою. Форма з неостиглим бісквітом повинна бути піднята над поверхнею столу, щоб забезпечити достатній для охолодження приплив повітря. Спеціальні форми для випічки «їжі янголів» забезпечені спеціальними ніжками. При відсутності ніжок форму встановлюють на пляшці з водою, помістивши її центральний отвір на шийці пляшки. Якщо форма покрита антипригарним покриттям або змащена маслом, бісквіт при охолодженні може впасти і розплющитися.